# حبيب حمود
حبيب حمود هو مسرحي وإعلامي لبناني، ولد في العاقورة،لبنان سنة 1960، بدأ العمل الإعلامي في لبنان عام 1979 منتجا ومعدا للبرامج في إذاعة لبنان حيث شارك في مجموعة من البرامج الثقافية والاجتماعية و انتسب في نفس العام للجامعة اللبنانية، معهد الفنون الجميلة، قسم السينما والمسرح .

## حياته الشخصية
خلال فترة الدراسة كتب وأنتج مسلسلا دراميا بعنوان الأندلس زمن وحضارة وشارك في مجموعة من الأعمال المسرحية للمخرج يعقوب الشدراوي منها:
- جبران والقاعدة (1981)

- الطرطور (1983)

- العتب على البصر (1987)

كما شارك في مجموعة من الأفلام السينمائية اللبنانية ونال دبلوم الدراسات العليا المعمقة في باريس وتابع دراسة الدكتوراه في جامعة باريس الثامنة. أثناء دراسته النظرية انتسب للمعهد الأمريكي Atelier international de théâtre للدراسة التقنية والعملية لمدة سنتين في اعداد الممثل. 

انتقل إلى باريس للدراسة والعمل الفني وشارك أثناء وجوده في باريس في تأسيس الإذاعتين العربيتين الرائدتين في فرنسا إذاعة شمس وإذاعة الشرق وعمل فيهما منتجا ومعدا ومقدما لمجموعة كبيرة من البرامج وقدم على مسارح باريس باللغة الفرنسية مجموعة من الأعمال المسرحية منها : 
- عروس الربيع
- رسائل متهم
- كاليغولا
- عطيل
- الملك لير وغيرها

في عام 1988 بدأ العمل في إذاعة مونت كارلو كمنتج ومقدم للفترة الصباحية حتى عام 1997 و أثناء عمله الإذاعي شارك في بطولة مجموعة من الأفلام الفرنسية منها: 
- فيلم أور لافي hors la vie
- لو بالون دور le Ballon d'or .

```
وشارك كممثلا في مجموعة من المسلسلات الفرنسية المحلية وكان عضوا في مجموعة كاميليون المسرحية. و خلال سنوات عمل على مسرحة بعض النصوص الشعرية وقدم عرضين على مسرح مون دا با في باريس وعلى مسرح جامعة الدول العربية عرضي شعراء في مواجهة الموت والغربة والعروبة أرض ولغة. 
```

وفي عام 1997 انتقل إلى إيطاليا وتحديدا إلى أفيتزانو حيث مركز الإنتاج والبث لقنوات ART و عين مديرا لتطوير البرامج ودرب مجموعة من نجوم البرامج التلفزيونية . وانتج وقدم مجموعة من البرامج الجماهيرية. 
وفي عام 1999 انتقل إلى أبو ظبي وعين رئيسا لإعداد وتقديم البرامج وساهم في انطلاقة قناة أبو ظبي بحلتها الجديدة آنذاك مشرفا على مجموعة من البرامج التي أحبها المشاهد العربي مثل حياتنا ومبدعون و القافلة وأماسي و حكاياتنا وغيرها من البرامج، واختتم عمله في قناة أبو ظبي بابتداع فكرة البرنامج الترفيهي وزنك ذهب الذي أعده وأشرف على إنتاجه. عام 2002 انتقل إلى دبي وافتتح مركز تليفزيونكوم أول معهد للتدريب الإعلامي التطبيقي في المنطقة فأداره وأشرف عليه . عام 2005 وقع اتفاقية شراكة مع حكومة الفجيرة التي أسس بها مجموعة الفجيرة للإعلام التي ترأس مجلس إدارتها لخمس سنوات وعمل مديرا تنفيذيا لها واسس المنطقة الحرة الإعلامية في الفجيرة التي أطلق عليها اسم مدينة الإبداع وافتتحها بعد مرسوم تأسيسها عام 2007 برعاية سمو الشيخ راشد بن حمد الشرقي رئيس هيئة الفجيرة للثقافة والإعلام. عام 2010 ، عاد إلى فرنسا متنقلا بين باريس وبيروت وفي معاهدها الإعلامية مدربا ومحاضرا حتى عام 2013 حيث أسس مركز الخدمات الإعلامية أكاديميديا مركزا للاستشارة والتطوير الإعلامي والتدريب ليتابع رسالته الإعلامية التي انطلقت بمعهد تلفزيونكوم . منح الدكتوراه الفخرية في أكتوبر 2014 في احتفال دبي نظمته المبادرة الدولية للقيادات الشبابية والتطوعية في العمل الاجتماعي والتطوعي لمبادرة غذائي علاجي وسفيرا للمبادرة مع مجموعة من الفنانين والإعلاميين .

## أعماله
شارك في العديد من المحافل والمهرجانات التي شارك في تنظيمها وأسسها كما كان عضوا في مجموعة من اللجان التحكيمية المتنوعة للسينما والمسرح في الوطن العربي .

### البرامج

#### الإذاعة
- بين القديم والحديث
- أدباء من وطني
- أندلسيات: الأندلس زمن وحضارة (مسلسل إذاعي )
- جلسة طرب
- مرحبا أيها النجم
- فوازير
- شراع الليل
- أحد بالألوان
- سلامات
- شمس رمضان
- أجندة الغربة
- موزاييك
- نجم على الهواء
- أستوديو الشمس
- مالا يطلبه المستمعون
- صباح الخير
- عن حكي عن شكلي
- مرسال الهوى
- على قدم وساق
- ربع ساعة كل يوم
- مزيكا انتيكا
- ورود وأشواك
- زمور ( برنامج تمثيلي للأطفال )
- صوت الجبل ( برنامج خاص عن وديع الصافي )
- فولكلور ( برنامج خاص عن الفولكلور العربي )
- لغتنا العربية

#### أعماله باللغة الفرنسية
- التمثال المسروق
- اللغة العربية
- أشياء تتكلم

	كتاب وأصوات

#### المسرح
- جبران والقاعدة ( إخراج يعقوب الشذراوي:1981)
- رقص الجن (مسرح السندباد 1982)
- الطرطور ( إخراج يعقوب الشذراوي:1983)
- عروس الربيع ( باللغة الفرنسية :1984)
- رسائل متهم ( باللغة الفرنسية :1985)
- شعراء في مواجهة الموت والغربة (1986)
- الأرض (1987)
- العتب على البصر (إخراج يعقوب الشذراوي:1988)

#### السينما
- بيروت اللقاء (إخراج برهان علوية :1981)
- المخطوف ( إخراج فؤاد جوجو :1983)
- العين الثاقبة ( باللغة الفرنسية إخراج جاك جو فراي :1985)
- خارج الحياة ( إخراج مارون بغدادي : حاز على جائزة اللجنة التحكيمية في مهرجان كان 1991)
- الكرة الذهبية ( باللغة الفرنسية :1993)

#### التلفزيون
- برنامج أيامكم سعيدة (قناة ART) ( إعداد وتقديم )
- ما وراء الأبواب (قناة ART)
- الحكواتي (30 حلقة في رمضان : قناة ART)
- برنامج حياتنا ( إشراف)
- حكاياتنا(برنامج كوميدي درامي للأطفال ) ( إشراف)
- ركز( إشراف)
- مبدعون( إشراف)
- القافلة ( إشراف)
- أماسي ( إشراف)
- وزنك ذهب (فكرة وإعداد و إنتاج)

شارك ممثلا في مسلسل مع الصابرين ومسلسل الثواب